# Peter Kreisky

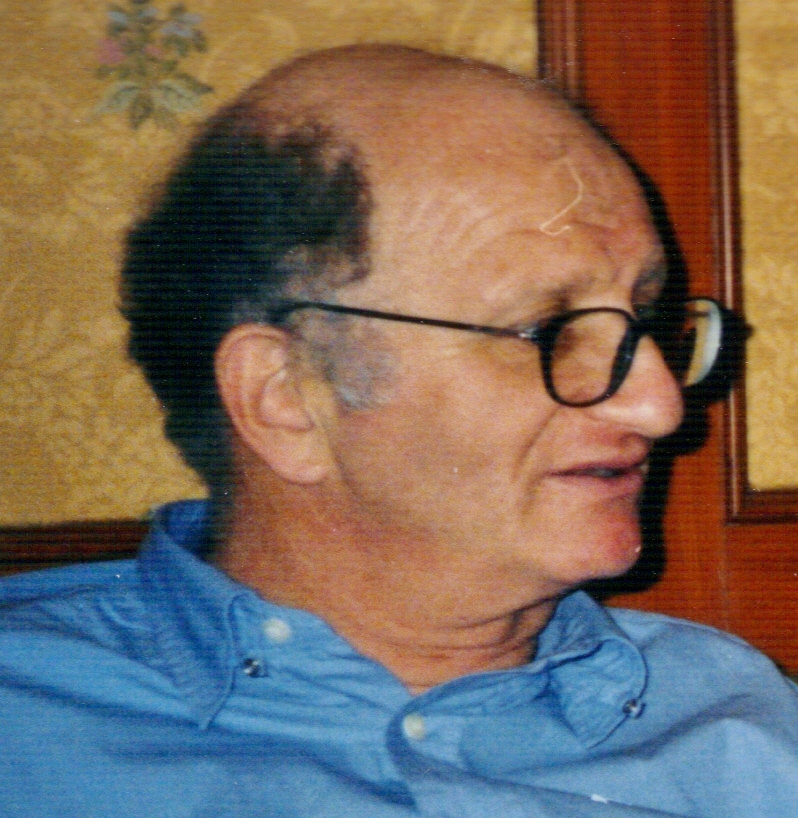
Peter Kreisky 1999

Peter Kreisky (* 8. Mai 1944 in Stockholm; † 27. Dezember 2010 in Calvià auf Mallorca) war ein österreichischer Sozialwissenschaftler.

## Leben
Peter Kreisky war der Sohn des sozialdemokratischen Politikers und späteren österreichischen Bundeskanzlers Bruno Kreisky und dessen Ehefrau Vera. Er wurde, vom Nationalsozialismus bedingt, in Schweden geboren, kam aber 1950 mit seinen Eltern nach Österreich. 1959 trat er in Wien dem Verband Sozialistischer Mittelschüler (VSM) bei. Bei einer Tagung der IUSY 1962 stimmte Kreisky als einziger österreichischer Vertreter entgegen der Parteilinie gegen den von den SPD-Jugendorganisationen beantragten Ausschluss des SDS, was ihm eine Rüge des damaligen SJÖ-Obmanns Heinz Nittel eintrug.
Kreisky engagierte sich bei den sozialistischen Studenten des VSStÖ, wo er zum linken Flügel zählte. Im Jahr 1965 wurde er zum Obmann des VSStÖ Wien gewählt.
In den 1970er und 1980er Jahren war Kreisky auch bei zahlreichen Basis- und Bürgerinitiativen aktiv und organisierte Demonstrationen gegen den Vietnamkrieg, gegen das Kernkraftwerk Zwentendorf und gegen Kurt Waldheim, „[…] die der Regierung [Bruno] Kreisky wenig Freude bereitete[n]“. Der an der Universität Wien promovierte Jurist arbeitete seit 1973 in der Wirtschaftswissenschaftlichen Abteilung der Arbeiterkammer Wien unter Eduard März, Ferdinand Lacina und Günther Chaloupek und war in dieser Position hauptsächlich mit regionalpolitischen Fragen befasst. Er nahm dabei allerdings weiterhin auch kritisch und persönlich zu aktuellen Themen Stellung und geriet dabei immer wieder in ein gewisses Spannungsverhältnis zu seinem Vater.
Anfang der 1980er Jahre sollte Kreisky nach dem Erfolg der Bürgerinitiative gegen die Verbauung der Steinhof-Gründe mit einer Reihe anderer Kritiker der Wiener Kommunalpolitik aus der SPÖ ausgeschlossen werden; aufgrund des Widerstands führender Funktionäre wie Erwin Lanc und Edgar Schranz wurde „diese kleine Säuberungsaktion“ letztlich jedoch abgeblasen.
Der seit 1971 mit der Politologin Eva Kreisky geb. Zgraja verheiratete Sozialwissenschaftler griff gerne auf das ihm wohl vertraute Beispiel des schwedischen Wohlfahrtsstaates zurück. Kreisky gehörte zu den bekanntesten Akteuren der schmalen österreichischen 68er-Bewegung. Seine politische Hoffnung war es stets, dass letztlich Sozialdemokraten, Grüne und Christlichsoziale in einer breiten Bewegung für gesellschaftliche Reformen zueinander finden können. 1978 wurde Peter und Eva Kreisky der Sohn Jan geboren.
Kreisky war Mitglied der unabhängigen, internationalen Jury zur Vergabe des Bruno-Kreisky-Preises für Menschenrechte in der Funktionsperiode 2005–2010, Beirat im Bruno Kreisky Forum für internationalen Dialog sowie einer der Gründer, Vorstandsmitglied und Mentor des Republikanischen Clubs – Neues Österreich und Vizepräsident der Gesellschaft Österreich-Vietnam.
Er wohnte einige Jahre bis zu seinem Tod in der Marktgemeinde Maria-Anzbach.
Peter Kreisky starb am 27. Dezember 2010 bei einer Wanderung im Tramuntana-Gebirge auf Mallorca an einem Herzinfarkt. Neben seiner Frau Eva hinterließ er seinen Sohn Jan. Seine Urne wurde am 18. Jänner 2011 im Grab der Eltern Bruno und Vera Kreisky am Wiener Zentralfriedhof bestattet.

## Publikationen (Auswahl)
- Dezentralisierung und regionalpolitische Entwicklung in Schweden. In: Wirtschaft und Gesellschaft: Wirtschaftspolitische Zeitschrift der Kammer für Arbeiter und Angestellte für Wien. Wien 1988, S. 125ff.
- Alte Faschisten und neue Machtpolitik. In: Martina Kirfel, Walter Oswalt (Hrsg.): Die Rückkehr der Führer: Modernisierter Rechtsradikalismus in Westeuropa. Europa, Wien 1989, ISBN 3-203-51086-3, S. 260ff.
- Industriestruktur und -entwicklung in den österreichischen Bundesländern. Kammer für Arbeiter und Angestellte für Wien, Wien 1992 (Materialien zu Wirtschaft und Gesellschaft. Bd. 47).
- Österreichische Regionalpolitik im Verhältnis zur regionalen Strukturentwicklung. Kammer für Arbeiter und Angestellte für Wien, Wien 1993 (Materialien zu Wirtschaft und Gesellschaft. Bd. 51).
- Bruno Kreisky: Mensch, Vater, Politiker. In: Werner Gatty (Hrsg.): Die Ära Kreisky: Österreich im Wandel 1970–1983 Studienverlag, Innsbruck 1997, ISBN 3-7065-1195-9, S. 47ff.
- (mit Silvio Lehmann) Die Republik und die Bomben. In: Wolfgang Purtscheller, Markus Kemmerling, Vaćlav Kopecky: Delikt Antifaschismus: Briefbombenterror in Österreich und Kriminalisierungskampagnen von rechts. Elefanten Press, Berlin 1998, ISBN 3-88520-680-3, S. 181ff.
- Kreisky & Kreisky. In: Franz Richard Reiter (Hrsg.): Wer war Bruno Kreisky? Ephelant, Wien 2000, ISBN 3-900766-14-2, S. 141ff.
- Für eine neue Gewerkschaftspolitik unter veränderten Bedingungen. In: Annemarie Kramser: Die neuen Herausforderungen: Neue Fragen, neue Bedingungen – Die Zukunft der Sozialpolitik. Verlag des Österreichischen Gewerkschaftsbundes, Wien 2000, ISBN 3-7035-0835-3, S. 122ff.
- Linksozialismus und „Neue Linke“. Zwischen Scylla und Charybdis im „Kalten Krieg“. In: Raimund Löw (Hrsg.): Die Fantasie und die Macht. Czernin, Wien 2006, ISBN 3-7076-0211-7, S. 349–380.
- Two „welfare states“: Austria and Sweden Caught between Neo-liberalism (Conservatism) & Right-Wing Populism. In: Oliver Rathkolb (Hrsg.): Sweden – Austria: Two roads to neutrality and a modern welfare state. Lit-Verlag, Wien 2008, ISBN 978-3-7000-0835-4, S. 77ff.
- Am Beispiel Zwentendorf: Der notwendige Spagat zwischen Ökologie und sozialer Gerechtigkeit. In: Heimo Halbrainer (Hrsg.): Kein Kernkraftwerk in Zwentendorf! 30 Jahre danach. Verlag Publication PN°1, Weitra 2008, ISBN 978-3-85252-930-1, S. 301ff.